# رسلان
 رسلان (بالإنجليزية: RISLANE)‏ هي جماعة قروية تابعة لإقليم بركان ضمن الجهة الشرقية بالمغرب. بلغ مجموع عدد سكان رسلان  حسب إحصاءات 2004 حوالي نسمة يعيشون في 879 أسرة.

## إحصاء عام
| السنة | عدد السكان | عدد الأسر | عدد الأجانب |
| ----- | ---------- | --------- | ----------- |
| 1994  | 6008       | 919       | °°°°        |
| 2004  | 5195       | 879       | 0           |